# 筑波竜一
筑波 竜一（つくば りゅういち、1976年2月24日 - ）は日本の俳優、エビス大黒舎所属。旧芸名：阿川 竜一（あがわ りゅういち）。東京都出身、血液型：O型、身長181cm、体重68kg。

## 来歴・人物
「流山児★事務所」、流山児祥に師事。
流山児★事務所を経て、2010年4月に同じ事務所に所属していた、阪本篤とともに温泉ドラゴンを旗揚げ。
現在、舞台を中心に活躍。

## 出演

### 映画
- 工業哀歌バレーボーイズ THE MOVIE（2008年11月22日、高明監督） - 宮本役　[3][4]
- 隕石とインポテンツ（2013年8月24日、佐々木想監督） - 主演[5][6]
- ストロベリーナイト（2013年1月26日、佐藤祐市監督） - 刑事役
- 偽家族　佐々木想監督

### テレビ
- 熱血ニセ家族（2007年10月29日-12月28日、CBC制作・TBS系） - 細川裕司役[7]
- 独占追跡！三億円事件“最後の告白者たち”〜真犯人の影・・・45年目の新証言〜（2013年12月21日、フジテレビ）
- 大河ドラマ 青天を衝け（2021年、NHK）- 藤山雷太 役

### CM
- アサヒビール　「ストロングオフ」

### 舞台

#### 温泉ドラゴン公演
- escape（2010年4月7日-4月11日、SPACE雑遊） - 主演・演出　作：シライケイタ
- birth（2011年2月22日-2月27日、SPACE雑遊）作・演出：シライケイタ
- vision（2012年2月12日-2月19日、SPACE雑遊）作・演出：シライケイタ
- birth/escape（2012年8月15日-8月26日、Space早稲田）birth - 作・演出：シライケイタ、escape - 作：シライケイタ・演出：嶋田健太（東京乾電池）[注釈 1]
- 桜（2013年2月5日-2月10日、SPACE雑遊）作・演出：シライケイタ
- birth（2013年9月11日-9月16日、上野ストアハウス）作・演出：シライケイタ[注釈 2]
- birth韓国公演（2014年9月17日-7月21日、韓国ソウル大学路・演友小劇場）作・演出：シライケイタ
- birth帰国報告公演（2014年10月6日-10月7日、上野ストアハウス）作・演出：シライケイタ
- 桜（2014年11月19日-11月24、上野ストアハウス）作・演出：シライケイタ[注釈 3]
- カム伝（2015年3月11日-3月15日、上野ストアハウス）作・演出：天野天街（少年王者舘）[8][注釈 4]
- birth（2015年8月4日-8月8日、2015年8月4日-8月5日、密陽国際演劇祭・8月6日、浦項国際演劇祭野外劇場・8月7日-8月8日、釜山HANGYEOL ARTHALL）[注釈 5]
- 烈々と燃え散りしあの花かんざしよ（2015年10月14日-10月18日、上野ストアハウス）作・演出：シライケイタ
- 或る王女の物語〜徳恵翁主〜（2016年11月2日-11月6日、SPACE雑遊）作・演出：シライケイタ
- 幸福な動物（2017年8月23日-9月3日、SPACE雑遊）作：原田ゆう・演出：シライケイタ[9]
- まだおとずれてはいない（2025年10月9日 - 13日〈予定〉、SPACE雑遊）作・演出：原田ゆう[10]

#### その他の主な出演舞台
- 曽根崎心中
- トランスホーム・リフォーム
- ハムレット（流山児★事務所公演）
- ゾンビな夜（2001年4月24日-4月30日、流山児★事務所公演）
- 書を捨てよ、町へ出よう（2001年7月3日-7月11日、流山児★事務所公演）[11][12]
- 盟三五大切（2002年12月4日-12月15日、流山児★事務所公演）
- 青ひげ公の城（2003年2月1日-2月9日、流山児★事務所公演）
- イエロー・フィーバー（2004年3月17日-3月23日、流山児★事務所公演）[13]
- 永遠04（流山児★事務所公演）
- 桜姫表裏大綺譚（2005年1月6日-1月16日、流山児★事務所公演）[14]
- 夢の肉弾三勇士（2005年3月15日-3月29日、流山児★事務所公演）[15]
- 永遠05（2005年7月12日-7月18日、流山児★事務所公演）[16]
- tatsuya〜最愛なる者の側へ〜（2006年2月28日-3月5日、流山児★事務所公演）
- 無頼漢（2006年7月12日-7月30日、流山児事務所公演）[17]
- リターン（2007年3月20日-3月31日、流山児★事務所公演）[18]
- 代代孫孫（2016年6月15日-21日、流山児★事務所公演）[19][20]
- 新宿のありふれた夜（2016年12月21日-11月27日、グループ虎プロデュース公演）
- 夜光（2017年6月14日-6月18日、グループK＋直也の会公演）
- 斜交〜昭和40年のクロスロード（2017年11月23日-26日・水戸芸術館ACM劇場/2017年12月8日-10日・草月ホール、水戸芸術館ACM劇場プロデュース公演） - 幼児誘拐事件容疑者役[21]
- ーCOCOON PRODUCTION 2022「広島ジャンゴ─2022」（2022年4月5日 - 30日：東京・Bunkamuraシアターコクーン、2022年5月6日 - 16日：大阪・森ノ宮ピロティホール）

### その他
- WEBドラマ　愛車探偵2ndシーズン　第2話 - 野坂役[22]
- DVD　工業哀歌バレーボーイズ（2006年） - 宮本役[23]